# یوچی کور
یوچی کور (به لاتین: Uchi-Kur) یک منطقهٔ مسکونی در قرقیزستان است که در استان اوش واقع شده‌است.

## خصوصیات
یوچی کور ۱٬۵۹۱ متر بالاتر از سطح دریا واقع شده‌است.